# TAAR1
المستقبل المرتبط بالأمين النزر1 (تار1 : TAAR1) هو بروتين، مستقبل مرتبط بأمين نزر (TAAR) يشفر لدى البشر بواسطة الجين TAAR1. تار1 هو مستقبل مقترن بالبروتين ج داخل خلوي منشَّط بالأمين ومقترن بـ Gs وGq، يعبر عنه بشكل أساسي في العديد من الأعضاء والخلايا (مثل: المعدة، الأمعاء الدقيقة، الإثنا عشر وخلايا الدم البيضاء)، الخلايا النجمية وفي الوسط داخل الخلوي بمحاذاة الغشاء البلازمي قبل المشبكي (نهاية المحوار) للعصبونات أحادية الأمين في الجهاز العصبي المركزي. اكتُشف تار1 سنة 2001 بواسطة مجموعتين مستقلتين من الباحثين بوروفسكي وزملاؤه وبانزو وزملاؤه. تار1 أحد ستة مستقبلات مرتبطة بأمين نزر بشرية وظيفية، والتي سميت كذلك لقدرتهاعلى الارتباط بأمينات داخلية المنشأ تظهر في الأنسجة بتراكيز نزرة (قليلة). يلعب تار1 دورا في تنظيم النقل العصبي في عصبونات الدوبامين، النورإبينفرين والسيروتونين بالجهاز العصبي المركزي، كما يؤثر على الجهاز المناعي والجهاز المناعي العصبي عبر آليات مختلفة.
تار1 هو مستقبل عالي الألفة للأمفيتامين، ميثامفيتامين، دوبامين والأمينات النزرة. تتوسط الأمينات النزرة بعض التأثيرات الخلوية لهذه النواقل العصبية في العصبونات أحادية الأمين في الجهاز العصبي المركزي.
الربائط الأساسية داخلية المنشأ لمستقبل تار1 البشري (hTAAR1) مرتبة حسب الفاعلية هي: تيرامين> فينيثيلامين> دوبامين = أكتوبامين.